# Ödipuskonflikt

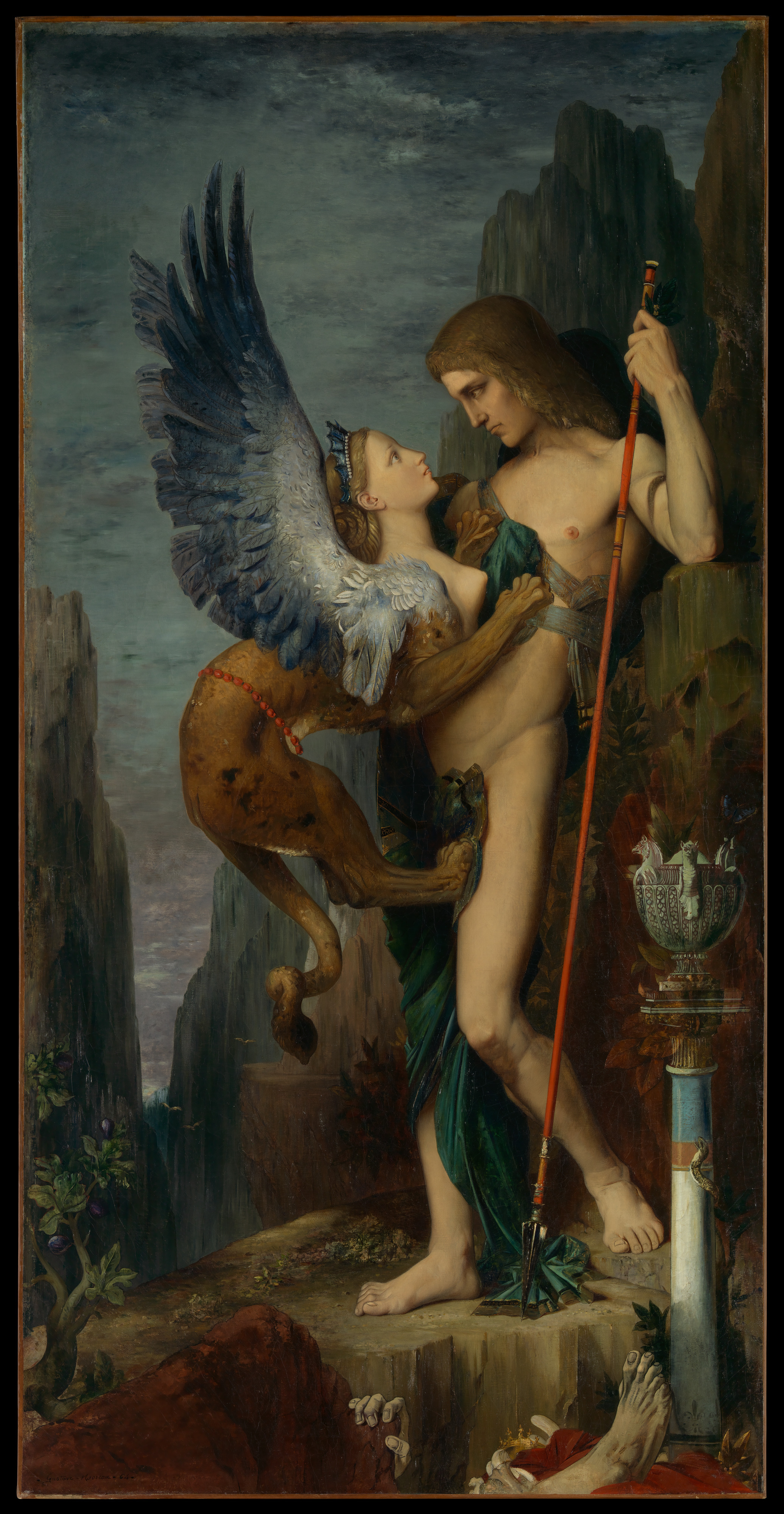
Gustave Moreaus Gemälde Ödipus und die Sphinx im Metropolitan Museum of Art, New York 1864

Der Ödipuskonflikt oder Ödipuskomplex ist ein psychoanalytisches Erklärungsmodell der konflikthaften psychosexuellen Entwicklung im frühen Kindesalter, das von Sigmund Freud entwickelt wurde und seitdem durch vielfältige Diskurse innerhalb und außerhalb der Psychoanalyse verschiedene Modifikationen erfuhr. Es gehört zu den Kernkonzepten der Psychoanalyse und war immer wieder Gegenstand kritischer Auseinandersetzung.
Nach heutigem Verständnis beschreibt der Ödipuskonflikt die Gesamtheit aller Liebes- und Hassgefühle und der sich daraus entwickelnden Schuldgefühle eines Kindes als Resultat der erlebten personalen Beziehungen, einschließlich der unbewussten intersubjektiven und familiendynamischen Vorgänge. Zur Bewältigung des Ödipuskonflikts gehöre die Anerkennung der Generationengrenzen, die Anerkennung der Mutter und des Vaters, die Anerkennung der Eltern als sexuelles Paar, das Durcharbeiten der Trauer über die sich nicht erfüllenden erotischen Bindungen an die Eltern sowie der Aggressionen aufgrund der Rivalität gegenüber dem einen Elternteil. Aus Sicht der Eltern sei eine Bearbeitung der ambivalenten Regungen von Liebe und Hass, Fürsorge und Destruktion von Bedeutung, die mit der Geburt eines Kindes immer verbunden seien. Auch können unbewältigte ödipale Konflikte aus der eigenen Kindheit reaktiviert werden und müssen neu bearbeitet werden.
Bis heute ist das Erklärungsmodell des Ödipuskonflikts von der patrizentrischen Haltung der ersten Psychoanalytiker-Generationen geprägt, die Männlichkeit für so selbstverständlich hielten, dass nur die weibliche Sexualität als „dunkler Kontinent“ (Freud) galt. Zudem werden heute zunehmend Vorstellungen über Zweigeschlechtlichkeit, Sexualität und Normalität in Frage gestellt.

## Begriffsherkunft
Für die Bildung des Begriffes Ödipuskomplex stützte sich Freud auf die von der griechischen Mythologie überlieferte Figur des Ödipus, dessen Tragödie der Nachwelt u. a. in Sophokles’ Drama König Ödipus erhalten blieb. Ödipus hatte – ohne es zu wissen – seinen eigenen Vater, König Laios von Theben, in einem Handgemenge getötet. Später, nachdem er erfolgreich das Rätsel der Sphinx gelöst hatte, erhielt er als Belohnung seine eigene Mutter Iokaste zur Ehefrau – auch dies ohne sein Wissen. Als er erkennt, dass er mit seiner Mutter jahrelang im Inzest gelebt hat, sticht er sich die Augen aus und geht als blinder Mann ins Exil. Ödipus’ Geschichte wird oft verstanden als eine von vornherein vom Schicksal besiegelte und durch ein Orakel vorhergesagte Tragödie, die Ödipus mehr oder weniger unfreiwillig widerfährt.

## Ödipuskomplex nach Freud
Nach den Pionieren der Sexualwissenschaft war es Ende des 19. Jahrhunderts Sigmund Freud, der sich erstmals mit der Entwicklung sexueller Subjektivität befasste. Zunächst entwickelte er eine Theorie, die die Entstehung psychischer Erkrankungen auf sexuelle Traumatisierungen zurückführte, revidierte sie jedoch zugunsten seiner Triebtheorie, zu der auch der Ödipuskomplex gehört.
Das Erklärungsmodell des Ödipuskomplexes wurde von Sigmund Freud anhand seiner Beobachtungen an Patienten, Kindern und der Selbstbeobachtung entwickelt. Er beschreibt den Ödipuskonflikt ursprünglich als Inzestphantasie des Kindes zwischen dem dritten und fünften Lebensjahr in Bezug auf den gegengeschlechtlichen Elternteil, verbunden mit der Rivalität gegenüber dem Elternteil gleichen Geschlechts und der damit einhergehenden Angst vor dessen Rache. Aufgrund der Analogie zur Gestalt des Ödipus der griechischen Mythologie nannte Freud diese Konstellation Ödipuskomplex oder Ödipuskonflikt. Dabei bestand die Annahme, dass es sich um ein universelles Phänomen handle und dass die umgekehrte Konstellation, die Liebe zum Elternteil gleichen Geschlechts und die entsprechende Rivalität zum anderen Elternteil, ebenfalls eine Regelerscheinung sei.
Durch die Überwindung des Ödipuskonfliktes und die Identifikation mit den Eltern und der Verinnerlichung der durch sie gesetzten Grenzen bildet sich das Über-Ich als stabile innerseelische Instanz aus, welche den Triebansprüchen des Es gegenübersteht. Nach der Latenzphase erfährt der Ödipuskomplex in der Pubertät eine Wiederbelebung, um dann zur Ablösung von den Eltern und zur jeweiligen Form der erwachsenen Objektwahl zu führen. Der Ödipuskomplex spielt nicht nur eine wichtige Rolle bei der sexuellen Orientierung des Erwachsenen, sondern ebenso bei der Strukturierung der Persönlichkeit und der Entstehung der Neurosen.
Der Begriff Ödipuskonflikt betont, dass es sich um eine konflikthafte Konstellation in einem Dreieck handelt, die die Mutter-Kind-Dyade ablöst und als Triangulierung bezeichnet wird, während der Begriff Ödipuskomplex eher auf das gestalthafte Zusammenwirken unterschiedlicher Aspekte bezogen ist.

### Das unbewusste Begehren des männlichen Kindes
Die ersten Arbeiten Freuds stützten sich auf ein für den Jungen entwickeltes Modell. Das ödipale Begehren tritt zum ersten Mal im dritten bis fünften Lebensjahr auf, der von Freud so genannten „phallischen“ oder „ödipalen Phase“.
Freud greift die Figur des Ödipus auf, um mit ihr eine Beobachtung zu beschreiben, die er zunächst bei sich selbst und dann auch im Laufe seiner psychoanalytischen Therapietätigkeit bei seinen Patienten machte. Nach Freud findet sich im Unbewussten der Patienten ein sexuelles Begehren gegenüber der eigenen Mutter, das aber in der Regel verdrängt ist. Weil das begehrende Kind dementsprechend mit dem Vater um die Gunst der Mutter rivalisiert, will es den Vater unbewusst töten, um seinen Platz einzunehmen. Jungen entwickeln infolge des Begehrens nach der Mutter Schuldgefühle gegenüber dem Vater sowie eine schleichende Angst vor Bestrafung durch diesen (Kastrationsangst, siehe weiter unten).

#### Fallbeispiel „Kleiner Hans“
Als besonders wichtiger „Beleg“ für die Ödipus-Theorie gilt dabei der Fall des „kleinen Hans“, der Freud hauptsächlich aus den Berichten von Hans’ Vater, einem seiner Schüler, bekannt war. Hans entwickelte eine Pferdephobie, nachdem er Zeuge eines Verkehrsunfalls geworden war, bei dem ein Pferd, das einen Wagen zog, hinfiel. Im Verlauf der psychoanalytischen Therapie, die Hans’ Vater bei dem Jungen nun durchführte, erklärte der Vater dem Kind, dass die Angst mit seiner Masturbation (die der Vater ihm zugleich verbietet) und mit sexuellen Phantasien bezüglich der Mutter sowie Hass auf den Vater oder Angst vor ihm zu tun habe, für den symbolisch die Pferde stünden. Das Kind selbst behauptet hingegen, seine Pferdeangst rühre von dem geschilderten Vorfall her, und auch die Mutter bestätigt, dass dieser sich so zugetragen und die Angst sich direkt danach erstmals gezeigt habe.

#### Kastrationsangst und Überwindung des Ödipuskonflikts
Der günstige Ausgang des ödipalen Konflikts besteht darin, dass das Kind auf den Inzestwunsch verzichtet und aufhört, den Vater als Rivalen zu bekämpfen. Stattdessen soll es gerade dadurch in seine Geschlechtsrolle hineinwachsen, dass es sich mit dem Vater identifiziert. Aus dem Feind wird ein Vorbild, dem das Kind nachzueifern versucht. Aus dem infantilen Wunsch nach dem Besitzen der eigenen Mutter wird der reifere Wunsch, jemanden wie die eigene Mutter zu besitzen und es so dem Vater gleichzutun – jedoch außerhalb der eigenen Familie.
Das Mittel, mit dem dieser notwendige Schritt in der Entwicklung des Kindes – die Überwindung des Ödipuskonflikts – ermöglicht wird, ist nach Freud die Kastrationsdrohung. Das Kind hat Angst, für seinen Wunsch und sein Aufbegehren gegenüber dem Vater mit der Kastration, dem Verlust seines Geschlechtsorgans, bestraft zu werden. Um dieser Drohung aus dem Weg zu gehen, ordnet es sich der Autorität des Vaters unter und akzeptiert letztlich die Unerreichbarkeit der Mutter. Indem es so die wohlwollende Anerkennung des Vaters erfährt, gewinnt es eben jene Macht und Potenz, die es scheinbar abgegeben hat.

#### Inzest und Inzestverbot
Kind, Mutter und Vater bilden ein „ödipales Dreieck“, aus dem das Kind eine Person ausschließen will, um die andere exklusiv zu besitzen. Das Kind wünscht sich also letztlich, so Freuds nicht nur für die damalige Zeit provokante These, unbewusst eine Situation des Inzests herbei. Diese aus den Assoziationen und Träumen seiner Patienten gewonnene Beobachtung sah Freud durch die soziale Institution des Inzestverbots belegt, das bis in archaische Gesellschaften hinein zurückverfolgt werden kann.
Bereits die Bibel warnt eindringlich vor der „Blutschande“. Wenn aber die Vermeidung des Inzests erst durch eine strenge soziale Norm durchgesetzt werden muss, so muss es, nach Freud, auch eine Tendenz geben, die dieser Norm entgegenwirkt und von dieser in Schach gehalten wird. Das ödipale Begehren ist laut Freud eben jene Herausforderung, die der Ödipuskonflikt an jede Familie stellt und die im Idealfall mit seiner Überwindung endet.
Der Ethnologe Claude Lévi-Strauss hat die soziale Funktion des Inzestverbots in der Gewährleistung der Exogamie ausgemacht, das heißt in der Öffnung der Familie ihrer sozialen Umwelt gegenüber. Das Inzesttabu sichert auf elementare Weise den Zusammenhalt des Sozialen. Für Freud stand dagegen vor allem die individuelle Funktion im Vordergrund, die es dem Kind erlaubt, sich mit seiner Geschlechterrolle zu identifizieren und so eine Identität zu finden.

### Der weibliche Ödipuskonflikt – Elektrakomplex
Später beschrieb Freud auch eine präödipale Phase beim Mädchen, wobei es ebenso wie der Junge die Mutter als erstes Liebesobjekt betrachtet, und eine nachfolgende ödipale Phase, in der sich das Mädchen des Geschlechtsunterschiedes bewusst wird und die Mutter unbewusst für das „Fehlen“ eines Penis verantwortlich macht. Dadurch richten sich sein Interesse und seine Wünsche nun an den Vater, den das Mädchen besitzen möchte; dadurch rivalisiert es unbewusst mit der Mutter, wie Freud in seiner Schrift Das Ich und das Es (1923) ausführt.
Während die Kastrationsangst für den Jungen das Ende der ödipalen Phase markiert, bestimmt die imaginierte Kastration für das Mädchen, weil es sie als bereits vollzogen betrachtet, den Wechsel des Liebesobjekts zum Vater und somit den Anfang der ödipalen Phase, in der ein Wechsel des Liebesobjekts von der Mutter zum Vater stattfindet.
Carl Gustav Jung und andere Psychoanalytiker zu Freuds Zeiten nannten den beim Mädchen ähnlich gelagerten Komplex statt Ödipus- „Elektrakomplex“. Freud hat aber diese Bezeichnung stets entschieden abgelehnt.

### Die Verführungstheorie als Vorgängertheorie des Ödipuskonflikts
In seinen frühen Überlegungen zur Ätiologie der Hysterie entwickelte Freud die Theorie, dass der Entstehung psychischer Störungen verdrängte, tatsächlich erlebte Erfahrungen sexuellen Missbrauchs zugrunde liegen, welche er bei all seinen (vor allem weiblichen) Patientinnen aufgespürt zu haben meinte.
Diese für seine Zeit noch wesentlich skandalösere Theorie als jene des Ödipuskonflikts, der den Inzest zumindest auf einer rein imaginierten Ebene verortet, brachte Freud bei seinem Vortrag vor der Wiener Vereinigung für Psychiatrie und Neurologie am 21. April 1896 scharfe Kritik ein. Freuds Motive für die Abwendung von der Verführungstheorie und ihrem Ersatz durch das Konstrukt des Ödipuskonflikts sind bis heute stark umstritten (siehe Jeffrey Masson, Sandor Ferenczi).

## Weiterentwicklung
Der Ödipuskonflikt gehört zu den Kernkonzepten der Psychoanalyse. Seit der Entwicklung durch Sigmund Freud erfuhr seine Pionierleistung große Anerkennung, ist immer wieder Gegenstand kritischer Auseinandersetzung und wird durch vielfältige Diskurse innerhalb und außerhalb Psychoanalyse modifiziert.
Im Laufe des Jahrhunderts haben sich die Auffassungen von Männlichkeit und Weiblichkeit sowie das Geschlechterwissen grundlegend gewandelt. Zur Differenzierung und Revision des Erklärungsmodells des Ödipuskonflikts haben die Frauen-, Männer- und Geschlechterforschung und darin insbesondere die Arbeiten feministisch orientierter Psychoanalytikerinnen beigetragen – in den 1920er Jahren durch Karen Horney, in den 1970ern durch Janine Chasseguet-Smirgel bis hin zu zeitgenössischen Autoren wie Jessica Benjamin, Nancy Chodorow, Michael J. Diamond, Muriel Dimen, Dorothee Dinnerstein, Irene Fast, Adrienne Harris, Luce Irigaray, Nancy Kulish, Ethel Person, Reimut Reiche und Christa Rohde-Dachser.
Wolfgang Mertens fasst den aktuellen Stand innerhalb der Psychoanalyse unter verschiedenen Aspekten zusammen:
- Der Ödipuskonflikt umfasst die Gesamtheit aller Liebes- und Hassgefühle und der sich daraus entwickelnden Schuldgefühle eines Kindes als Resultat der erlebten personalen Beziehungen, einschließlich der unbewussten intersubjektiven und familiendynamischen Vorgänge. Zu seiner Bewältigung gehöre die Anerkennung der Generationengrenzen, die Anerkennung der Mutter und des Vaters, die Anerkennung der Eltern als sexuelles Paar, das Durcharbeiten der Trauer über die sich nicht erfüllenden erotischen Bindungen an die Eltern sowie der Aggressionen aufgrund der Rivalität gegenüber dem einen Elternteil.
- Aus Sicht der Eltern sei eine Bearbeitung der ambivalenten Regungen von Liebe und Hass, Fürsorge und Destruktion von Bedeutung, die mit der Geburt eines Kindes immer verbunden seien. Auch können unbewältigte ödipale Konflikte aus der eigenen Kindheit reaktiviert werden und müssen neu bearbeitet werden. Durch die Affektabstimmung zwischen Eltern und Kind entwickele sich die Fähigkeit zur triadischen Beziehungsgestaltung und zum Umgang mit Konflikten.
- Klinisch zeige sich ein Fortbestehen des ungelösten Ödipuskomplexes in dem unbewussten Festhalten an der Idee, der bessere Partner, die bessere Partnerin für ein Elternteil zu sein. Ebenso können das übermäßige Auftreten von Neid- und Schuldgefühlen, des Gefühls, immer ausgeschlossen, bzw. der ausgeschlossene Dritte zu sein oder übergangen zu werden, Hinweise auf eine nicht ausreichende Überwindung des Ödipuskonfliktes sein. Die Bedeutung des ödipalen Konfliktes für die psychoanalytische Krankheitslehre zeigt sich darin, dass er als eine von sieben Konfliktklassen in die Operationalisierte Psychodynamische Diagnostik (OPD) aufgenommen wurde.[1]

Trotz über hundert Jahren Beschäftigung mit der psychosexuellen Entwicklung besteht nach Wolfgang Mertens aus klinisch-praktischer und theoretischer Sicht paradoxerweise zum Thema Männlichkeit dennoch ein Theoriedefizit. Mertens vermutet, dass dazu die patrizentrische Haltung der ersten Psychoanalytiker-Generationen beigetragen habe, weil Männlichkeit für so selbstverständlich genommen wurde, dass nur die weibliche Sexualität als „dunkler Kontinent“ (Freud) galt. Zudem scheinen sich viele fest gefügte Vorstellungen über Zweigeschlechtlichkeit, Sexualitat, Normalitat und Abweichung in einem Strudel von Fragen aufzulösen.

### Jacques Lacan
Bei Jacques Lacan erfährt die Freudsche Darstellung des Ödipuskonflikts eine bedeutende Rekonstruktion. Zunächst weist Lacan darauf hin, dass der Ödipuskonflikt ein Mythos sei, d. h. eine sprachliche Fiktion. Das entscheidende Geschehen findet nicht auf der Ebene des Realen statt, sondern auf der Ebene des Symbolischen. Der Vater ist nicht notwendig eine reale Person, sondern eine Funktion. Diese Funktion kann von verschiedenen Repräsentanten ausgefüllt werden oder sich auch nur indirekt aus der Zurückweisung des Inzestwunsches durch die Mutter ergeben.
Entscheidend ist nach Lacan lediglich die Fiktion einer das Gesetz (das Inzestverbot) repräsentierenden Instanz. Diese Instanz nennt Lacan den großen Anderen, wobei dieser Andere durch verschiedene Autoritätsfiguren wie Lehrer, Polizisten, Richter, Geistliche etc. repräsentiert werden kann. Der große Andere ist also nicht zwangsläufig der Vater, aber er spricht, so Lacan, „im Namen-des-Vaters“. Indem sich das Kind dieser Instanz unterwirft und das Gesetz anerkennt, wird es zugleich in die Ordnung des Symbolischen eingeführt und aufgenommen – die Ordnung der Sprache, des Diskurses, des Sozialen und seiner Normen.
Der günstige Ausgang des Ödipuskonflikts bedeutet für Lacan vor allem die Möglichkeit des Subjekts, sich aus der kindlich-narzisstischen Verhaftung in das Begehren des begehrten Objekts, des sogenannten Objekts klein a, lösen zu können. Erst indem es sein ursprüngliches Objekt, die Mutter, aufgibt und gegen andere Objekte einzutauschen beginnt, wird es erwachsen.

### Alexander Mitscherlich: Kaspar Hauser oder Ödipus? (1950)
1950 machte Alexander Mitscherlich auf eine zeitspezifische Verschiebung des zentralen Konfliktfeldes vom Freud’schen Ödipus zu Zuständen der Lieblosigkeit und Verlassenheit aufmerksam, die er den Kaspar-Hauser-Komplex des modernen Massenmenschen nannte. Kennzeichen dieses neuen Typus seien Asozialität und Kulturverneinung; es handele sich um „augenblicksbezogene Triebwesen“ ohne geschichtliches Selbstbewusstsein. Die Voraussetzungen des Ödipuskonfliktes, insbesondere eine umfassende elterliche Liebe und Fürsorge im Rahmen der klassischen bürgerlichen Familie, die ein ödipales Begehren erst entstehen lässt, seien durch die historische Entwicklung der modernen Wohlstandsgesellschaft (etwa durch die Berufstätigkeit beider Eltern) weitgehend außer Kraft gesetzt. Diese Entwicklung finde ihren Niederschlag in der Orientierung der zeitgenössischen Tiefenpsychologie hin zu Fragen „spezifischer Humanität“.

„Es geht darum, daß der Mensch von allem Anfang an mehr als nur leiblich gesättigt werden muß, daß die Fähigkeiten seiner Anlage durch das Überströmen mitmenschlichen Empfindens erst ihre geschichtliche Form gewinnen. Mit anderen Worten, die Versagung, die in jeder Kultur der ursprünglichen Triebhaftigkeit entgegengestellt wird, muß ihren Ausgleich finden in der Gewährung, in dem Herzen anderer beheimatet sein zu dürfen.“

### Erich Fromm (1979)
Auch Erich Fromm interpretiert den Ödipusmythos abweichend von Freud. Er versteht ihn nicht primär als Symbol sexueller Wünsche des Sohnes gegenüber der Mutter. Freud habe zwar mit der Bindung des Sohnes und später des Mannes an die Mutter ein bedeutsames Phänomen entdeckt. Dieses sei jedoch kein sexuelles Phänomen und die Feindseligkeit gegen den Vater hänge nicht mit der Mutterbindung und einer daraus folgenden sexuellen Rivalität mit dem Vater zusammen. Vielmehr sei der Ödipusmythos ein Symbol der Rebellion des Sohnes gegen die Autorität des Vaters in einer patriarchalen Gesellschaft.

### Feministische Perspektive: Jessica Benjamin (1988)
In ihrem Werk The Bonds of Love von 1988 (dt. Die Fesseln der Liebe: Psychoanalyse, Feminismus und das Problem der Macht 1990) revidiert Jessica Benjamin, eine Feministin und Vertreterin der relationalen oder intersubjektiven Psychoanalyse, den Ödipuskomplex. Sie kritisiert das mangelnde Verständnis des Begehrens der Frau, der Entwicklung weiblicher Geschlechtsidentität sowie die resultierende Polarisierung der geschlechtlichen Identität in der klassischen Psychoanalyse. (S. 103ff.).

Ihr Konzept nennt Benjamin „Der Neue Ödipus“. 
„Der Neue Ödipus, diese Umdeutung der Geschichte als Konfrontation mit der Erkenntnis des Selbst und der anderen, eröffnet nicht nur die Perspektive auf die verborgene Innenwelt, sondern auch auf die Mystifikationen der Außenwelt, ihrer Macht und Ohnmacht. Er zeigt eine andere Möglichkeit der postödipalen Ablösung, bei der die Individuen auf ihre Eltern zurückblicken könnten, um deren Vermächtnis kritisch zu beurteilen, statt sich einfach mit ihrer Autorität zu identifizieren.“ (S. 207).
Nicht erst der Vater konstituiere eine dritte Position, die eine Triangulierung ermögliche; diese sei vielmehr als Gemeinschaft im Dritten ein intersubjektives Produkt der frühen Mutter-Kind-Beziehung. Das orthodoxe Verständnis des Ödipus, in dem der Mutter nur Objektstatus zuerkannt wird, sei tatsächlich eine Forcierung des Abwehrmechanismus der Identifikation mit dem Aggressor. Die Folge sei die Idealisierung und Nichtanerkennung von Müttern als Subjekten, von Mutterschaft, Mütterlichkeit, Frauen und weiblicher Subjektivität. Es sei darüber hinaus die Grundlage für das „Prinzip der Polarisierung“, das innerpsychische und psychosoziale Spaltungsprozesse befördert und die eigentliche Ursache des von Sigmund Freud konstatierten Unbehagens in der Kultur sei:
„Die tiefste Ursache des Unbehagens in unserer Kultur ist also nicht die Verdrängung oder – nach neuster Mode – der Narzissmus, sondern die Polarisierung der Geschlechter“ (S. 198).
Geschlechterpolarisierung erzeuge psychosozial einen starren „geschlechtlichen Dimorphismus“. Diese Polarisierung spiele den Vater gegen die Mutter aus und erzeuge Elternbilder als polare Gegensätze (Spaltung). Sie führe in eine übermäßige Vereinfachung der Geschlechterverhältnisse als Komplementarität von Mutter und Vater bzw. weiblich und männlich. Dies erzeuge fundamentale innerpsychische und psychosoziale Konflikte bei der Identifikation mit der Mutter und der Anerkennung der Mutter als erste Andere und Subjekt. Geschlechterpolarisierung verhinderte so die erforderliche „Identifizierung mit beiden Eltern“, die „identifikatorische Liebe“ zu beiden Eltern.

Benjamin stellt einen ursächlichen Zusammenhang zwischen Liebe, Machtdynamiken und Geschlechterordnung her. Die Unfähigkeit, eine dynamische Spannung zwischen Trennung und Verbindung innerpsychisch wie sozial aufrechtzuerhalten, führe zu hochgradig problematischen Idealisierungen und Omnipotenzphantasien.
„Aus der Vorstellung, die Mutter solle perfekt und allesgewährend sein (nur um Haaresbreite entfernt von alleskontrollierend), spricht die Denkungsweise der Omnipotenz, die Unfähigkeit, die Mutter als unabhängig existierendes Subjekt zu erleben.“ (S. 243)
Eine zentrale Voraussetzung zur „Unterscheidung zwischen innerer und äußerer Realität“ ist nach Benjamin zuallererst die Fähigkeit zur Wahrnehmung der Mutter als Subjekt und in der Folge generell die Fähigkeit zur „Wahrnehmung der Anderen als einer getrennten Person, die nicht perfekt und auch kein Ideal zu sein braucht, um uns zufriedenstellen zu können.“(S. 242) Solange Idealisierungen und Allmachtsphantasien Menschen in einer inneren „Phantasiewelt“ gefangen halten, weichen sie dem wahren Problem der „gegenseitigen Anerkennung“ aus.
„Diese Dynamik, die zuerst die Mutter konkret demontiert und sie dann durch symbolische Wiederverzauberung zu reparieren sucht, lässt zwei idealisierte Figuren entstehen: die perfekte Mutter und das (männliche) autonome Individuum, miteinander verbunden in einer Herrschaftsbeziehung. Je mehr das Individuum die Mutter ablehnt, desto mehr wird es durch seine eigene Destruktivität und ihre übermächtige Schwäche oder Vergeltung bedroht.“ (S. 245)
Die Lösung liegt für Benjamin in der „gesellschaftlichen Abschaffung des Patriarchats. Und dies heißt nicht nur Gleichberechtigung der Frau, sondern auch die Aufhebung der Geschlechterpolarisierung“. Dies ermögliche eine „Wiederherstellung der lebenswichtigen Spannung zwischen Anerkennung und Selbstbehauptung, zwischen Abhängigkeit und Freiheit“.
Die Geschlechterpolarisierung führe zu einem ungeheuerlichen Verlust. Sie eliminiere „die mütterlichen Aspekte der Anerkennung (Fürsorge und Empathie) aus unseren kollektiven Werten, Handlungen und Institutionen“ und vernichte die Subjektivität selbst, die dann nurmehr auf Selbstbehauptung, Leistung, Kontrolle und unpersönliche Beziehungen reduziert sei. Zudem führe sie zu einem Verlust an moralischer Urteilskraft und Zeugenschaft und mache Herrschaft rational, unpersönlich und unsichtbar, weswegen sie natürlich und notwendig erscheine.

## Medien
- Cécile Loetz, Jakob Müller: Der Ödipuskomplex. Zeitlos oder überholt? In: Rätsel des Unbewußten. Podcast zur Psychoanalyse und Psychotherapie (Folge 40).